# Maxime Bouet
Maxime Bouet (Belley, 3 de noviembre de 1986) es un ciclista francés que fue profesional desde 2008 hasta 2023.

## Palmarés
2008
- 1 etapa del Tour de Normandía

2009
- 1 etapa de los Tres días de Vaucluse
- Vuelta al Alentejo, más 1 etapa
- Boucles de l'Aulne

2010
- 1 etapa del Tour de l'Ain

2013
- 1 etapa del Giro del Trentino

2014
- 3.º en el Campeonato de Francia Contrarreloj

2018
- 1 etapa del Tour de Saboya[2]

## Resultados en Grandes Vueltas y Campeonatos del Mundo
| Carrera         | Carrera         | 2008 | 2009 | 2010  | 2011 | 2012 | 2013 | 2014 | 2015 | 2016 | 2017 | 2018 | 2019 | 2020 | 2021 | 2022 | 2023 |
| --------------- | --------------- | ---- | ---- | ----- | ---- | ---- | ---- | ---- | ---- | ---- | ---- | ---- | ---- | ---- | ---- | ---- | ---- |
|                 | Giro de Italia  | —    | —    | —     | —    | —    | —    | 38.º | 47.º | —    | —    | —    | —    | —    | —    | —    | 80.º |
|                 | Tour de Francia | —    | 70.º | 106.º | 55.º | 55.º | Ab.  | —    | —    | —    | 55.º | 42.º | 74.º | —    | —    | 49.º | —    |
|                 | Vuelta a España | —    | —    | —     | —    | 20.º | —    | Ab.  | 28.º | 47.º | —    | —    | —    | —    | —    | —    | —    |
| Mundial en Ruta | Mundial en Ruta | —    | —    | —     | —    | Ab.  | —    | —    | —    | —    | —    | —    | —    | —    | —    | —    | —    |

—: no participa

Ab.: abandono

## Equipos
- Agritubel (2008-2009)
- Ag2r La Mondiale (2010-2014)
- Etixx-Quick Step (2015-2016)
- Fortuneo/Arkéa (2017-2023)
  - Fortuneo-Vital Concept (2017)
  - Fortuneo-Oscaro (2017)
  - Fortuneo-Samsic (2018)
  - Arkéa Samsic (2019-2023)